# Quend
Quend és un municipi francès situat al departament del Somme i a la regió dels Alts de França. L'any 2007 tenia 1.387 habitants.

## Demografia

### Població

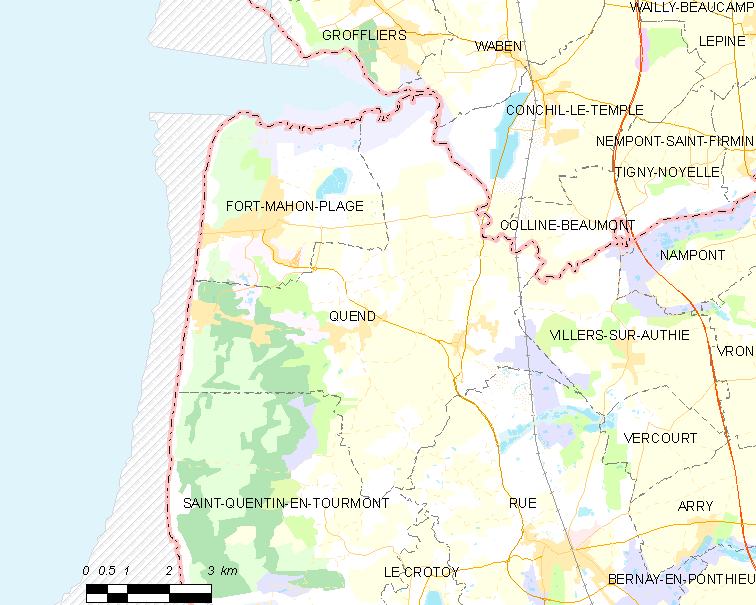

El 2007 la població de fet de Quend era de 1.387 persones. Hi havia 555 famílies de les quals 153 eren unipersonals (64 homes vivint sols i 89 dones vivint soles), 189 parelles sense fills, 173 parelles amb fills i 40 famílies monoparentals amb fills.
La població ha evolucionat segons el següent gràfic:
Habitants censats

### Habitatges

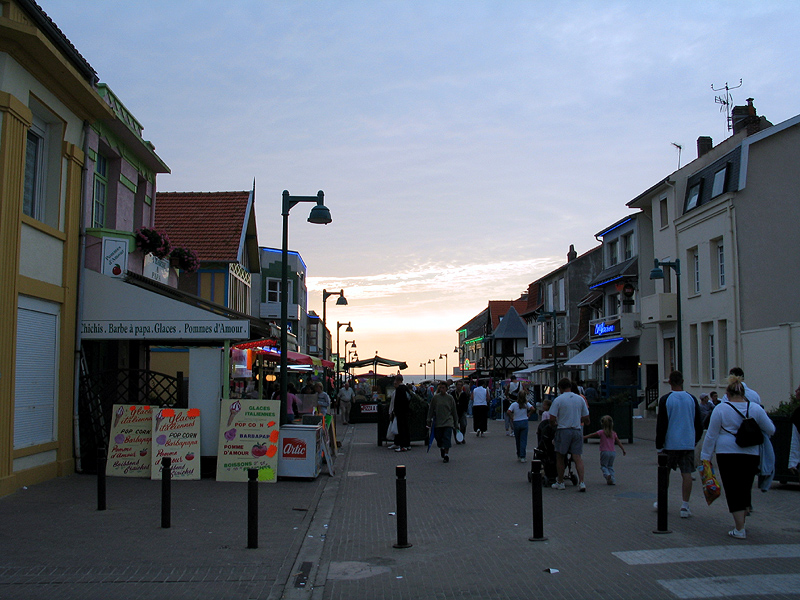

El 2007 hi havia 3.268 habitatges, 572 eren l'habitatge principal de la família, 2.474 eren segones residències i 222 estaven desocupats. 1.720 eren cases i 508 eren apartaments. Dels 572 habitatges principals, 434 estaven ocupats pels seus propietaris, 114 estaven llogats i ocupats pels llogaters i 24 estaven cedits a títol gratuït; 4 tenien una cambra, 38 en tenien dues, 111 en tenien tres, 154 en tenien quatre i 265 en tenien cinc o més. 430 habitatges disposaven pel capbaix d'una plaça de pàrquing. A 326 habitatges hi havia un automòbil i a 169 n'hi havia dos o més.

### Piràmide de població

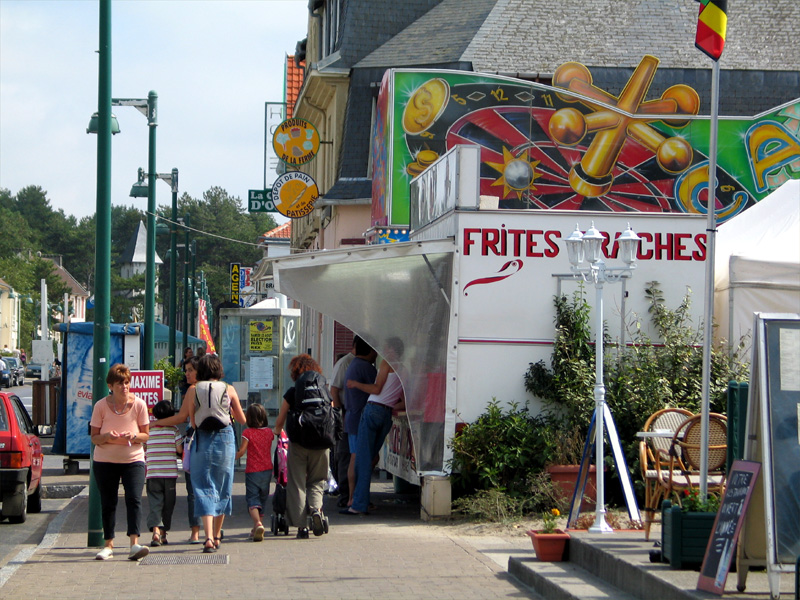

La piràmide de població per edats i sexe el 2009 era:
| Homes | Edats   | Dones |
| ----- | ------- | ----- |
| 0     | 95 o +  | 0     |
| 0     | 90 a 94 | 0     |
| 12    | 85 a 89 | 16    |
| 4     | 80 a 84 | 12    |
| 28    | 75 a 79 | 36    |
| 36    | 70 a 74 | 56    |
| 40    | 65 a 69 | 56    |
| 36    | 60 a 64 | 52    |
| 28    | 55 a 59 | 24    |
| 28    | 50 a 54 | 20    |
| 44    | 45 a 49 | 40    |
| 48    | 40 a 44 | 40    |
| 40    | 35 a 39 | 32    |
| 44    | 30 a 34 | 32    |
| 40    | 25 a 29 | 40    |
| 40    | 20 a 24 | 16    |
| 24    | 15 a 19 | 52    |
| 44    | 10 a 14 | 20    |
| 52    | 5 a 9   | 40    |
| 24    | 0 a 4   | 12    |

## Economia

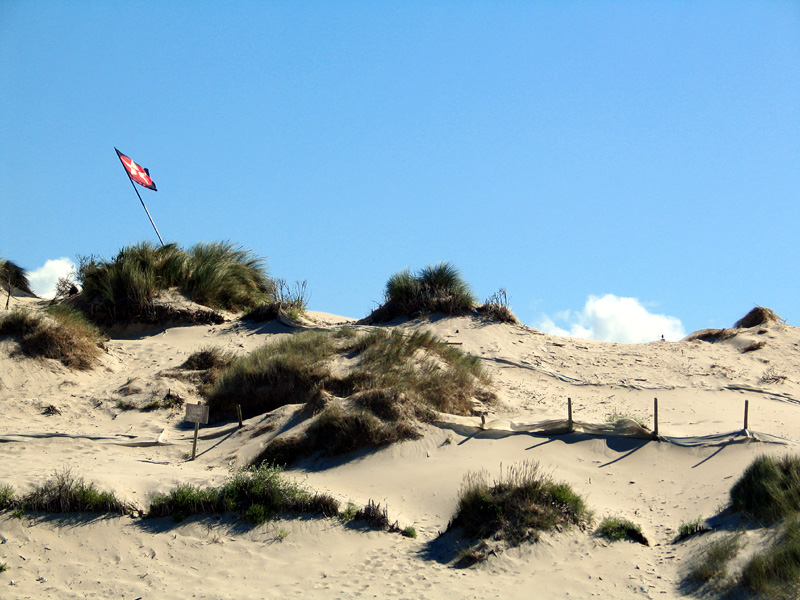
dunes

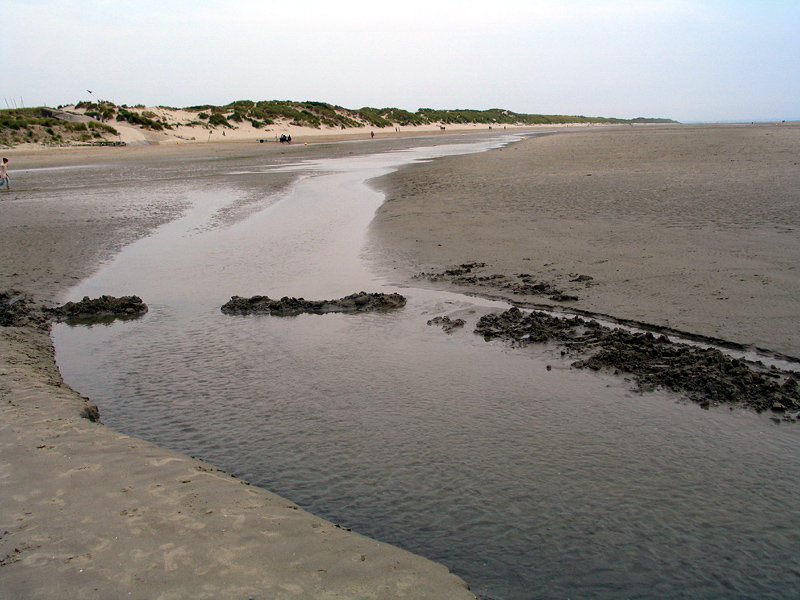
platja

El 2007 la població en edat de treballar era de 814 persones, 546 eren actives i 268 eren inactives. De les 546 persones actives 457 estaven ocupades (264 homes i 193 dones) i 88 estaven aturades (51 homes i 37 dones). De les 268 persones inactives 110 estaven jubilades, 47 estaven estudiant i 111 estaven classificades com a «altres inactius».

### Ingressos
El 2009 a Quend hi havia 604 unitats fiscals que integraven 1.399,5 persones, la mediana anual d'ingressos fiscals per persona era de 16.031 €.

### Activitats econòmiques

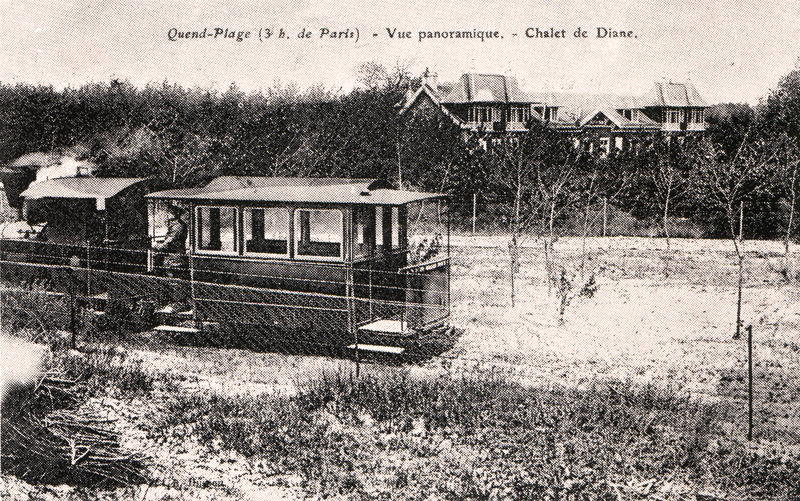
tramvia

Dels 129 establiments que hi havia el 2007, 1 era d'una empresa extractiva, 3 d'empreses alimentàries, 3 d'empreses de fabricació d'altres productes industrials, 14 d'empreses de construcció, 29 d'empreses de comerç i reparació d'automòbils, 3 d'empreses de transport, 36 d'empreses d'hostatgeria i restauració, 3 d'empreses financeres, 15 d'empreses immobiliàries, 9 d'empreses de serveis, 1 d'una entitat de l'administració pública i 12 d'empreses classificades com a «altres activitats de serveis».
Dels 39 establiments de servei als particulars que hi havia el 2009, 1 era una oficina de correu, 4 tallers de reparació d'automòbils i de material agrícola, 3 paletes, 3 fusteries, 3 lampisteries, 3 electricistes, 1 empresa de construcció, 1 perruqueria, 15 restaurants i 5 agències immobiliàries.
Dels 16 establiments comercials que hi havia el 2009, 1 era un hipermercat, 1 una gran superfície de material de bricolatge, 3 botiges de menys de 120 m², 2 fleques, 1 una botiga de congelats, 2 llibreries, 1 una llibreria, 2 botigues d'equipament de la llar i 3 botigues de material esportiu.
L'any 2000 a Quend hi havia 24 explotacions agrícoles que ocupaven un total de 1.764 hectàrees.

## Equipaments sanitaris i escolars
El 2009 hi havia una escola elemental.

## Poblacions més properes

ajuntament

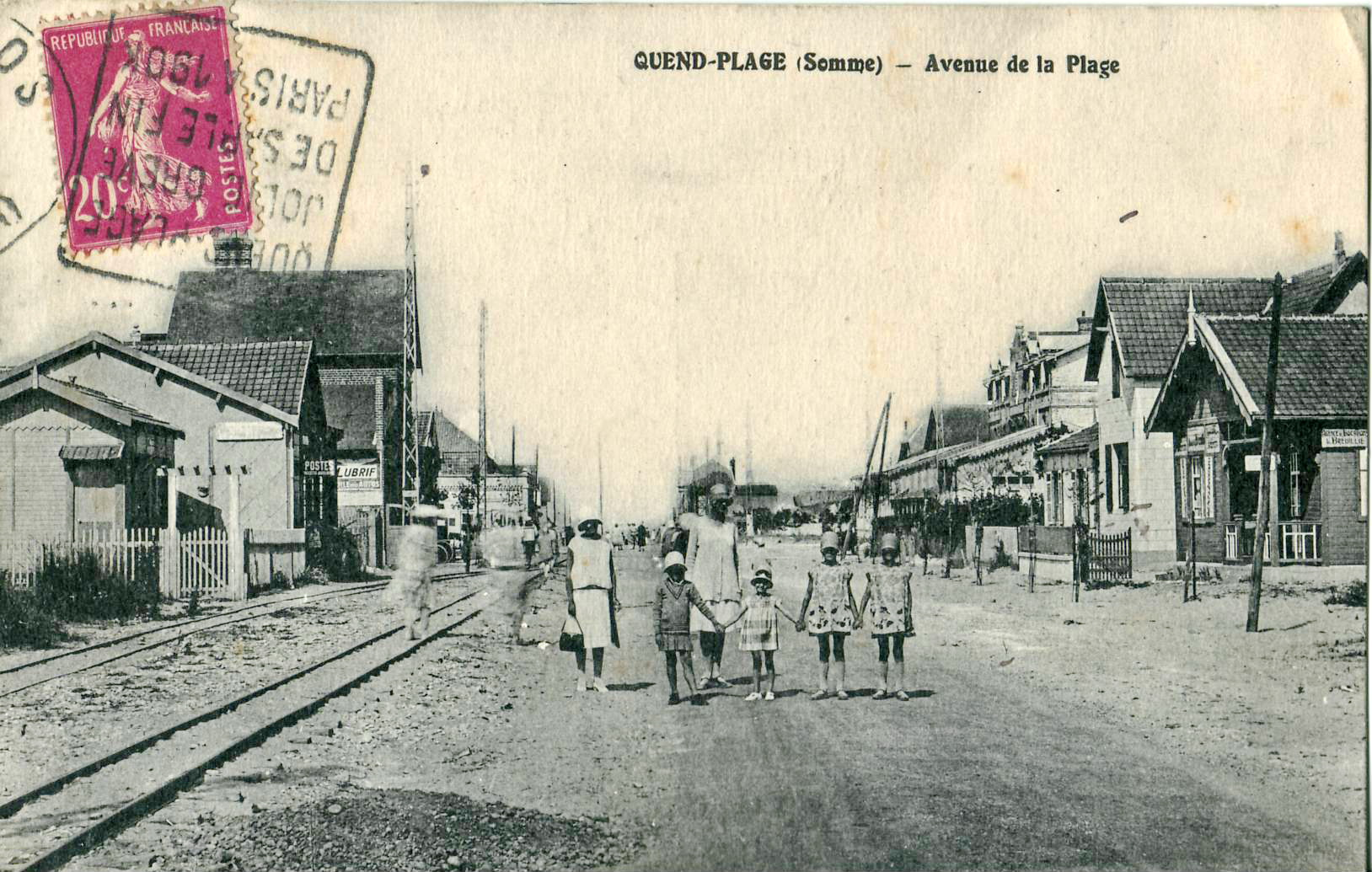

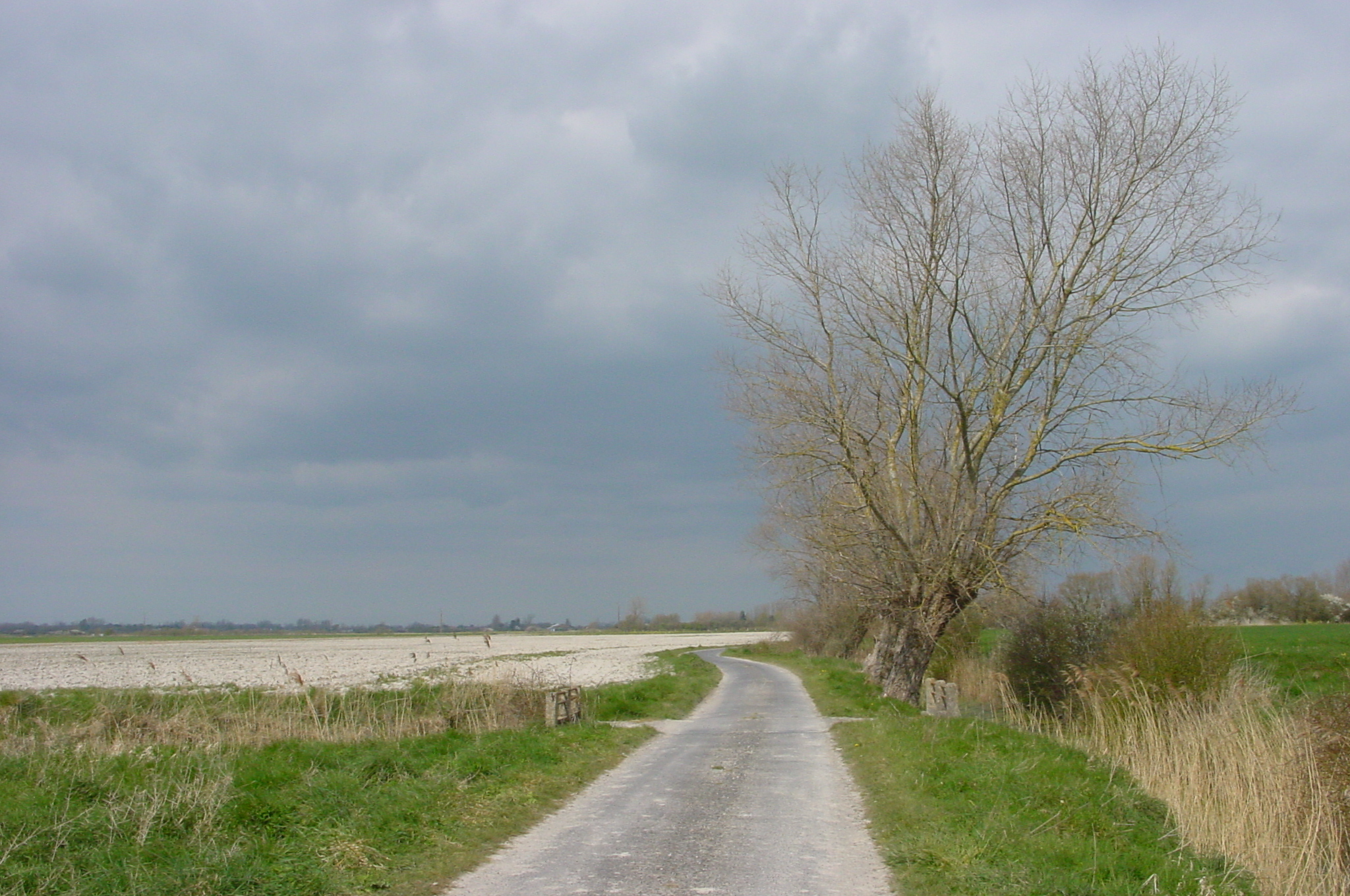

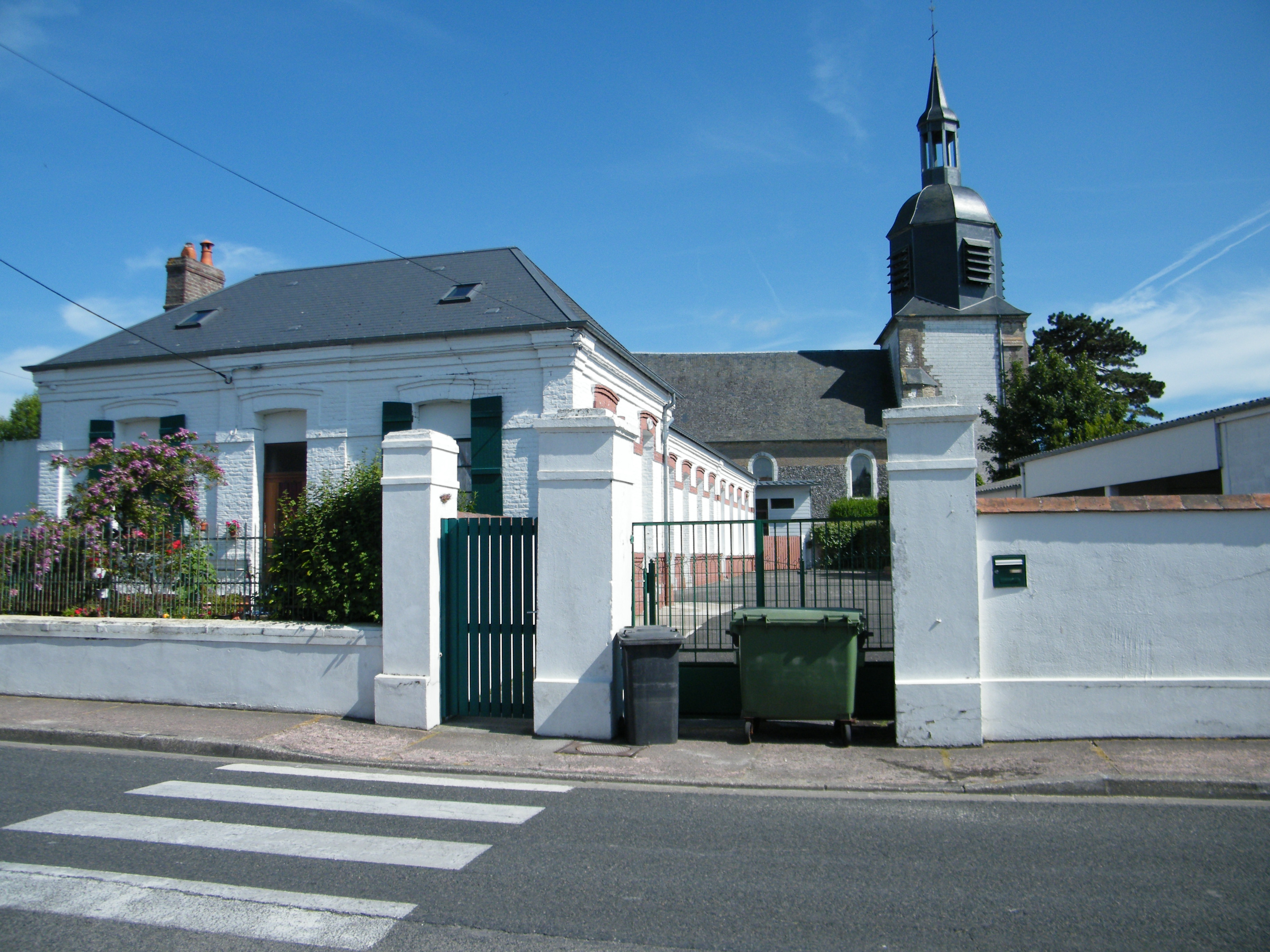
escola

El següent diagrama mostra les poblacions més properes.